# Црни Кереш
Црни Кереш или Црни Криш (рум. Crişul Negru), мађ. Fekete-Körös / Фекете-Кереш) је река у Румунији и Мађарској. Извире у планинама Апусени, у области Кришана (Румунија) и тече кроз округ Бихор. Румунију напушта код града Великог Варадина и тече кроз југоисточну Мађарску где се спаја са реком Бели Кереш, тако да заједнички формирају реку Кереш, недалеко од мађарског града Ђуле, тако да мађарски део тока има дужину од 20,5 km. Посебну занимљивост представља назив реке, чије обе речи имају исто значење - црно, будући да основни назив Кереш потиче од дачанског Krísos, што је значило црно, а исто значење има и придевски део назива (мађарска реч фекете и румунска реч негру).

## Градови
- Штеји у Румунији
- Бијуш у Румунији
- Ђула у Мађарској